# Little Kennedy River
Der Little Kennedy River ist ein Fluss in der Region Far North Queensland auf der Kap-York-Halbinsel im Norden des australischen Bundesstaates Queensland.

## Geographie
Der Fluss entspringt in den Atherton Tablelands, einem Teil der Great Dividing Range, etwa 110 Kilometer westsüdwestlich von Cooktown. Er fließt nach Norden und mündet rund drei Kilometer nördlich der Siedlung Fairlight in den St. George River.